# Cănicea, Caraș-Severin
Cănicea este un sat în comuna Domașnea din județul Caraș-Severin, Banat, România.

## Lăcașuri de cult
Biserica din acest sat este pavată cu cărămizi de 36 x 26 cm, printre care unele poartă simbolul Legiunii a XIII-a Gemina. Nu este exclus ca și în zidurile acestei biserici să se găseasca astfel de cărămizi luate din ruinele fostului castru roman Ad Pannonios, aflat la o distanță de doar 3,5 km.

## Legături externe

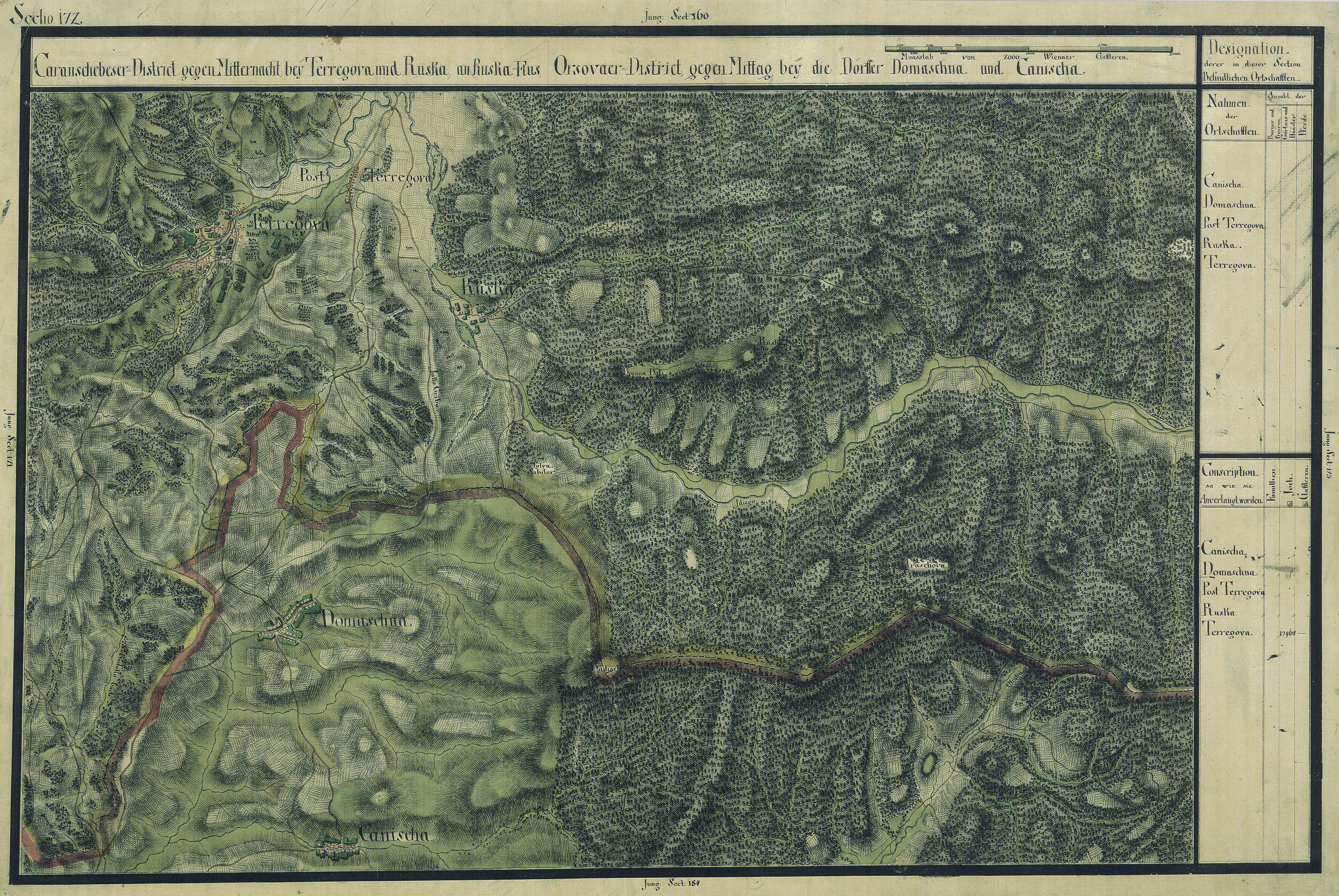
Cănicea în Harta Iosefină a Banatului, 1769-72